# Pseudonympha schultzei
Pseudonympha schultzei är en fjärilsart som beskrevs av Karl Grünberg 1910. Pseudonympha schultzei ingår i släktet Pseudonympha och familjen praktfjärilar. Inga underarter finns listade.